# Почтовые марки с ошибками
Почто́вые ма́рки с оши́бками — совокупность официально выпущенных в обращение почтовых марок, в процессе производства которых был допущен брак, ошибки — «гуманитарные» (по вине художника, гравёра и др.) и технические (при изготовлении клише, перфорировании, в процессе печати и т. д.).

## Статус
Поскольку выпуск почтовых марок является прерогативой государства, все его этапы обычно находятся под жёстким производственным контролем, вероятность брака минимизирована и подавляющее большинство бракованных экземпляров уничтожается в процессе эмиссии. Тем не менее и в работе контрольных подразделений случаются сбои и неполноценные почтовые марки попадают в открытую продажу, приобретая таким образом официальный статус. Обычно почтовые ведомства после обнаружения ошибок срочно изымают бракованный тираж из продажи и следом печатают исправленный вариант, но иногда ошибка так и остаётся неоткорректированной, а в некоторых случаях почта вынуждена по особому распоряжению даже допечатывать выявленный брак с целью сбить поднимающийся коммерческий ажиотаж.
Из-за своей редкости почтовые марки с ошибками как правило стоят гораздо дороже их нормальных аналогов и потому становятся объектами повышенного интереса коллекционеров, формирующих соответствующую отрасль коммерческой филателии. Некоторые случаи приобретают широкую известность, такие марки становятся легендарными. Как правило подобная раскрутка имеет сугубо коммерческие и/или политико-пропагандистские корни. Ряд влиятельных политических деятелей-филателистов, таких как Генрих Ягода (СССР), король Египта Фарук I и др., даже прибегали к сговору с главами почтовых ведомств своих стран с целью намеренного выпуска очень небольшими тиражами почтовых марок с ошибками. Однако большинство выпущенных в продажу почтовых марок с ошибками остаётся уделом узких специалистов, а сведения о части из них не привлекают внимания даже специализированной филателистической прессы и каталогов.
Почтовые марки с ошибками не следует смешивать с отбракованными при производстве экземплярами, не допущенными до этапа открытой продажи, но каким-либо образом вынесенными за пределы типографии и оказавшимися в руках марочных дилеров. У первых практически всегда имеется тираж, пусть небольшой. Впрочем, иногда коллекционирование почтовых марок с ошибками распространяется и на подобный производственный брак (англ. freaks), существующий в единичных экземплярах. Не следует, также, путать почтовые марки с ошибками и ошибки адресантов при франкировке отправлений, тем не менее прошедших почту.
Почтовые марки с ошибками обычно подразделяют на два больших класса — ошибки гуманитарного характера и технические (технологические).

## Ошибки гуманитарного характера
|                                                                                 |  |
| Двупенсовые «Голубые Маврикии» с надписями Post office и Post paid. (Sc #1 и 2) |  |

Они появляются на этапе создания рисунка почтовой марки по вине художника, гравёра, а также почтового чиновника, почты в целом или властей государства, некорректно сформулировавших первым задание или не проследивших за его надлежащим выполнением. Большинство сюжетных ошибок вызвано невнимательностью: это пропуски букв в надписях, неправильно поставленные даты, путаница с изображаемыми персонами и сопутствующими сюжетами, неверно отображённые на публикуемых на марках географических картах границы государств, государственная символика. Иногда, впрочем, последнее делается преднамеренно с целью заявить на определённую территорию свои права или выразить отношение к тому или иному режиму (см. Пропагандистская филателия) — из-за чего как правило возникают скандалы и сопутствующий им коммерческий ажиотаж.
Ошибки гуманитарного характера обычно подразделяют на следующие категории:
- Ошибки в сюжете рисунка или водяного знака:
  - Несочетаемые элементы, в том числе их асинхронность;
  - Недопустимые элементы, в том числе их двусмысленность;
  - Оформительские ошибки.
- Ошибки в надписях или надпечатках (в цифрах, названиях, именах, понятиях):
  - Опечатки, описки, орфографические, пунктуационные ошибки;
  - Смысловые, фактические ошибки.

## Технические (технологические) ошибки
|                                                                 |  |
| 24-центовые «Дженни» — нормальная и перевёрнутая (Sc #С3 и С3а) |  |

Они появляются на этапах прохождения технологической цепочки от момента утверждения рисунка почтовой марки до распределения её готового тиража по почтовым отделениям и начала продажи конечным потребителям. Вина за технические ошибки ложится, главным образом, на сотрудников типографии, изготавливающей заказ.
Чаще всего после обнаружения подобных ошибок почтовому ведомству приходится изымать брак и допечатывать тираж. Однако не во всех случаях у него находятся на это финансовые средства, а также достаточные стимулы для соблюдения надлежащего уровня качества заказанной им печатной продукции. Порой выпуск некачественного тиража вызван срочностью (например, неперфорированный траурный выпуск почтовых марок после смерти В. И. Ленина) или иными причинами нетехнического характера (например, ограниченный выпуск намеренно бракованных почтовых марок по негласному распоряжению короля Египта Фарука I для пополнения «редкостями» своей личной коллекции).
Технические (технологические) ошибки обычно классифицируются так:
| - Ошибки печати - Отсутствие одного из цветов - Неправильные цвета - Смещение цветов - Смещённый центр - Промежуточные поля - Перевёртка - Абкляч - Недостаток красок - Двойной оттиск - Смазанный рисунок | - Ошибки водяного знака - Непропечатанный - Неправильный - Избыточный - Ошибки при надпечатывании - Отсутствие части текста - Перевёрнутая надпечатка - Смещённая надпечатка - Ошибки в бумаге - Вид и цвет бумаги - Сортность и качество | - Ошибки при клишировании - Бракованное клише (трещины, провалы и др.) - Некорректная замена части клише - Ошибки при перфорировании - Отсутствие перфорации - Неправильный размер перфорации - Смещённая перфорация - Избыточная перфорация - Ошибки гуммирования - Отсутствие клеевого слоя (полностью или частично) - Избыточное гуммирование |